# حافظه ژنتیک

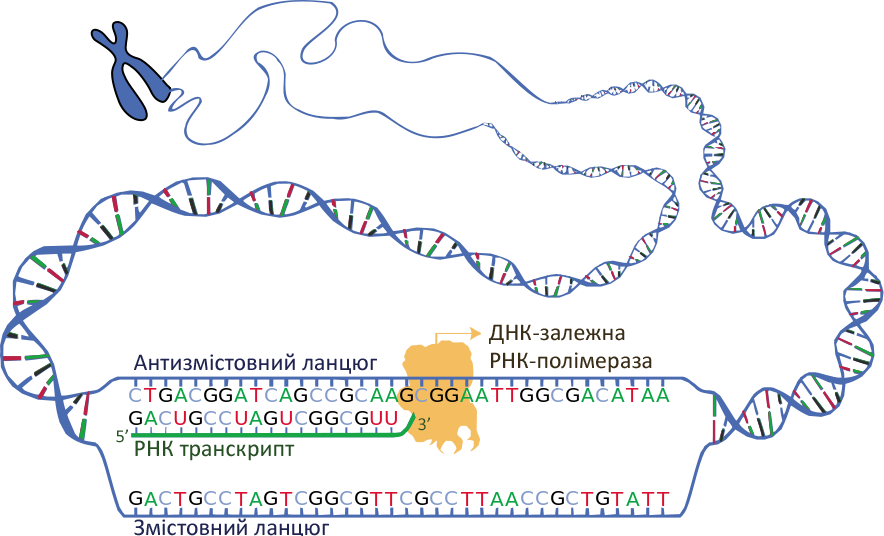
ژنتیک

حافظه ژنتیک (به انگلیسی: Genetic memory) اصطلاحی در روان‌شناسی برای توصیف رفتارهایی است که به‌طور عامیانه به عنوان رفتار غریزی در نظر گرفته می‌شود. نوزاد در زمان تولد هیچ گونه تجربه قبلی از حس سوختن پوست ندارد اما به گرمای زیاد واکنش نشان می‌دهد. این به دلیل وجود بخشی در ژنوم همه نوزادان است که به صورت پیش فرض، دارای کدونهای طویل‌تری در DNA او و رشته مربوط به احساس است. این نوع از رفتار، براساس کد ژنتیکی مشخص شده در آن، نه براساس یک فرایند لامارکی (استفاده از یک ویژگی در دراز مدت به افزایش کمی آن ویژگی در جمعیت منتهی می‌شود) بلکه به دلیل کد شدن خاطرات اجداد نوزاد در بخشی از توالی ژنتیکی وی بروز می‌یابد. این کدها در پاسخگویی موجود به موقعیت‌های خاص ضبط شده در حافظه ژنتیک نقش دارند.